# Шилкан (мыс)
Шилкан — мыс на северном побережье Охотского моря Охотского моря. Расположен в Хабаровском крае Российской Федерации.

## География
Находится на полуострове Шилкан  в бухте Шилкан между Ейринейской губой и бухтой Лошадиная.
Относится к прибрежно-морской россыпи Охотского моря (от устья р.Луктур до мыса Шилкан).